# Wilhelm Mirbach
Conde Wilhelm von Mirbach Harff (Bad Ischl en Alta Austria, 2 de julio de 1871-Moscú, 6 de julio de 1918) fue un  diplomático  alemán. Participó en las negociaciones soviético-alemanas de Brest-Litovsk entre diciembre de 1917 y marzo de 1918. Fue nombrado Embajador de Alemania ante la República Socialista Federativa Soviética de Rusia (RSFSR) en abril de 1918 (en la Primera Guerra Mundial).

## Biografía
Procedente de una rica familia católica de aristócratas prusianos, es descendiente de Johann Wilhelm von Mirbach-Harff, fundador de la Academia Noble del Rin. Sus padres fueron el conde Ernst von Mirbach y su esposa, de soltera Wilhelmine von Thun-Hohenstein (1851-1929).
Su carrera diplomática empezó como tercer secretario de la embajada alemana en Londres en 1899, siendo enviado a La Haya en 1901, y se desempeñó entre 1908 y 1911 como consejero en la Embajada de Alemania en San Petersburgo. Luego fue asesor político del comando militar alemán en Bucarest. En 1915, Mirbach fue nombrado embajador alemán en Atenas pero fue expulsado en diciembre de 1916 después de la toma del poder por el gobierno de Eleftherios Venizelos, que favorecía a la Triple Entente.
Cuando las Potencias Centrales empezaron conversaciones para un cese al fuego con la Rusia bolchevique, Mirbach fue designado como "enviado extraordinario" (mas no "embajador") de Alemania a  Petrogrado el 16 de diciembre de 1917, misión que duró hasta el al 10 de febrero de 1918 y que resultó en la firma del Tratado de Brest-Litovsk, después de lo cual fue nombrado embajador del Imperio Alemán en Moscú en abril de 1918 tras el pleno restablecimiento de relaciones diplomáticas.
Mirbach analizó la situación política del gobierno bolchevique y en sus despachos a Berlín describió las tensiones políticas entre los bolcheviques y otros grupos de izquierda como los anarquistas y los socialrevolucionarios o eseristas (de su abreviación rusa SR). De hecho las instrucciones de Mirbach eran cautelar los intereses germanos sin perturbar a los bolcheviques, esperando evitar inestabilidad política y nuevas crisis al gobierno de Lenin, ya enfrascado en una dura guerra contra los contrarrevolucionarios. Por el contrario los eseristas cuestionaban la paz de Brest-Litovsk y esperaban forzar una crisis del régimen bolchevique inclusive causando un conflicto con las Potencias Centrales, lo cual motivaba continuas amenazas de atentados contra Mirbach y el personal de la embajada alemana en Moscú. 
En este contexto dos militantes eseristas, Yakov Grigorevich Blumkin y Nikolai Andreyev, siguiendo instrucciones del "Comité Central" del Partido Social-Revolucionario atacaron a Mirbach en la embajada alemana a las 14 horas del 6 de julio de 1918, donde pidieron cita urgente a Mirbach pretextando ser integrantes de la Cheka mediante documentos falsos; ya reunidos con el embajador germano, los dos eseristas le dispararon con armas de fuego a corta distancia, matando de inmediato al diplomático. Este asesinato fue la señal del inicio del Alzamiento socialrevolucionario contra los bolcheviques en Moscú. Mirbach fue reemplazado como embajador alemán en Rusia por Karl Helfferich.